# Komin w Ratuszu
Komin w Ratuszu – jaskinia w Dolinie Miętusiej w Tatrach Zachodnich. Ma dwa otwory wejściowe w Ratuszu Litworowym na wysokości 1505 i 1545 metrów n.p.m. Długość jaskini wynosi 70 metrów, a jej deniwelacja 44 metry (40 metrów). W pobliżu znajdują się jaskinie: Bliźniaczy Komin, Szczelina w Ratuszu Miętusim i Dziura pod Ratuszem.

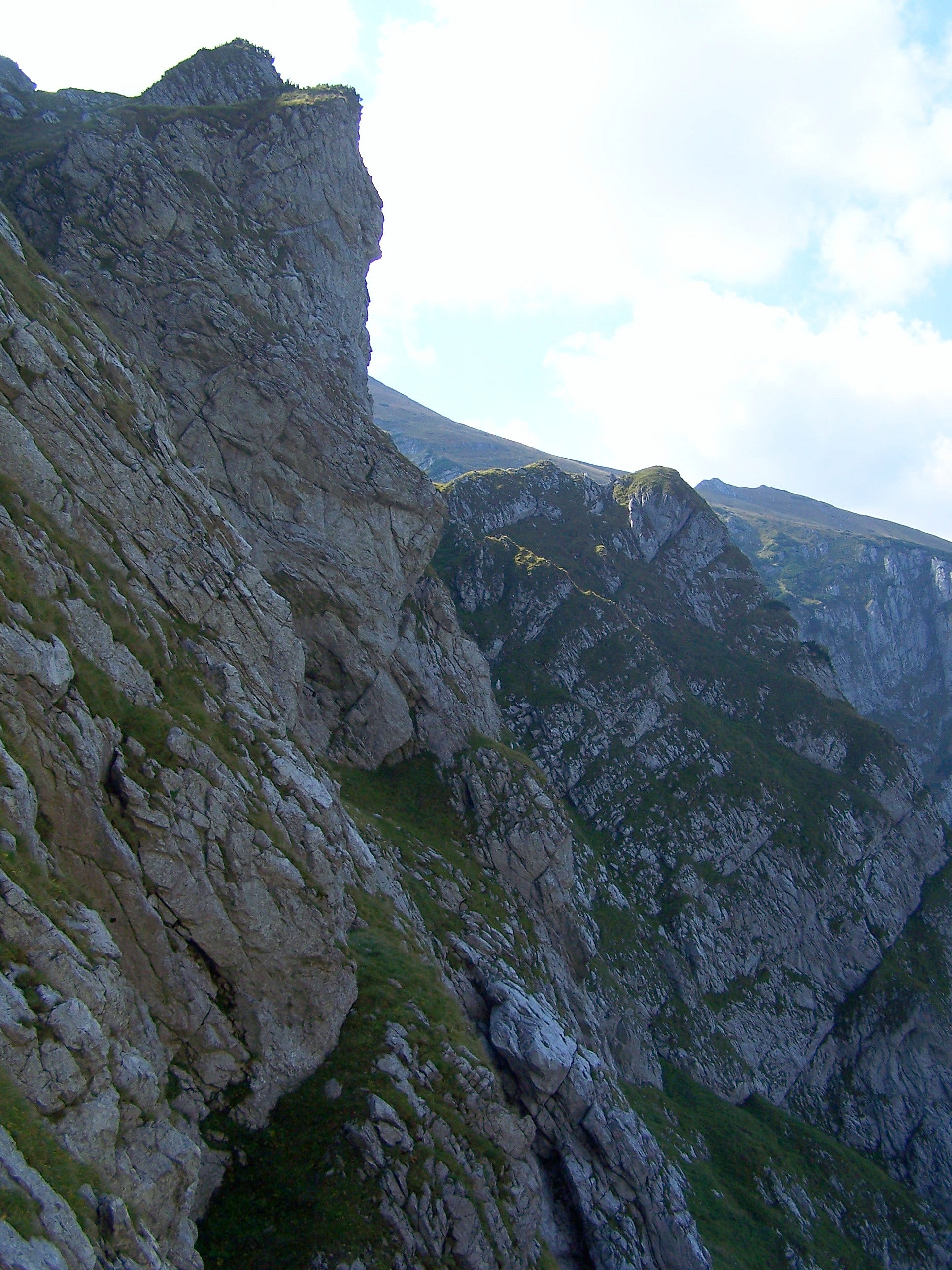
Ratusz Litworowy

## Opis jaskini
Jaskinię stanowi idący w górę meander, który zaczyna się w bardzo dużym otworze wejściowym i po kilkudziesięciu metrach (po drodze są dwa progi) dochodzi do namuliska. Wykonano w nim 20-metrowy przekop. Z tej części jaskini kilkumetrowym korytarzykiem można dostać się do górnego otworu.

## Przyroda
Niezwykle ciekawe są osady jaskini. Charakteryzują się one poziomą stratyfikacją. Białe warstewki o miąższości do 10 cm złożone są z grubokrystalicznego piasku. W obrębie tej warstwy występują duże otoczaki gnejsów. Ciemnobrązowe warstewki (o grubości 1 cm) zbudowane są z materiału ilastego. Taki charakter osadów może wskazywać, iż powstanie ich należy wiązać z jakąś cyklicznością.

## Historia odkryć
Ze względu na swoją wielkość otwór jaskini był z pewnością znany od dawna. Jako pierwszy dotarł do niego Leszek Nowiński z Krakowa latem 1963 roku.
Jedyny jak na razie bezpomiarowy szkic przekroju jaskini wykonał Krzysztof Hancbach z Częstochowy.
W lipcu 1990 roku drugi otwór odkrył Krzysztof Piksa.
20-metrowy przekop w namulisku wykonali członkowie Akademickiego Klubu Grotołazów AGH Kraków.